# فلويد كلارك
فلويد كلارك (بالإنجليزية: Floyd I. Clarke)‏ (7 يناير 1942 )، هو المدير السابق بالوكالة لمكتب التحقيقات الفيدرالي في الولايات المتحدة الامريكية في الفترة من 19 يوليو 1993 وحتي 1 سبتمبر 1993
```
.
```

## وصلات خارجية
- FBI biography